# Бени Суеф
Бени Суеб е град и областен център на област Бени Суеф, Североизточен Египет. Населението му е 246 395 жители (по приблизителна оценка от юли 2018 г.). Средната годишна температура е около 21,5 градуса. Намира се на 100 км южно от Кайро в часова зона UTC+2. Има 1 университет в който се обучават 41 000 студента.